# Samuel Barathay
Samuel Barathay (født 1. juni 1968 i Vinzier, Frankrig) er en fransk tidligere roer.
Barathay vandt bronze i dobbeltsculler ved OL 1996 i Atlanta, sammen med Frédéric Kowal. I finalen blev franskmændene besejret af Davide Tizzano og Agostino Abbagnale fra Italien, som vandt guld, samt af nordmændene Kjetil Undset og Steffen Størseth, som tog sølvmedaljerne. Han deltog også ved både OL 1992 i Barcelona og OL 2000 i Sydney, begge gange som en del af den franske dobbeltfirer.

## OL-medaljer
- 1996:  Bronze i dobbeltsculler